# 下摄司大桥
下摄司大桥是位于湖南省湘潭市的一座横跨湘江，连接湖南省湘潭市岳塘区和湘潭县的五跨飞燕式中承钢箱提篮拱桥，是湘潭市第一座提篮式拱桥。大桥全长1885米，双向六车道设计。总投资约为28亿元。

## 建设
- 2016年10月26日，下摄司大桥桥形设计方案由网络投票选出，最终采用提篮拱桥的“湘江碧波”方案胜出[4][5]。
- 下摄司大桥所属的项目——湘潭下摄司经易俗河至花石公路一期于2017年7月开工建设[6]。由于湘潭市政府负债等因素，大桥建设于2021年9月全面停工[7]。在建设资金筹措到位之后，大桥于2023年9月底得到复工批复[8]。根据计划，大桥将于2024年11月底合龙[9]，2025年6月底达到通车条件[10]。此外，下摄司大桥北引线隧道下穿方案调整为平交直穿方案，节约投资4.3亿元[11]、核减建设资金1600万元[12]。
- 2024年11月19日，大桥合龙，主体结构完工[13]。
- 2025年6月27日，大桥提前两天正式通车[14]。